# Metahepialus
Metahepialus is een geslacht van vlinders van de familie wortelboorders (Hepialidae).

## Soorten
- M. plurimaculata (Warren, 1914)
- M. xenoctenis (Meyrick, 1926)